# Camino de la Costa

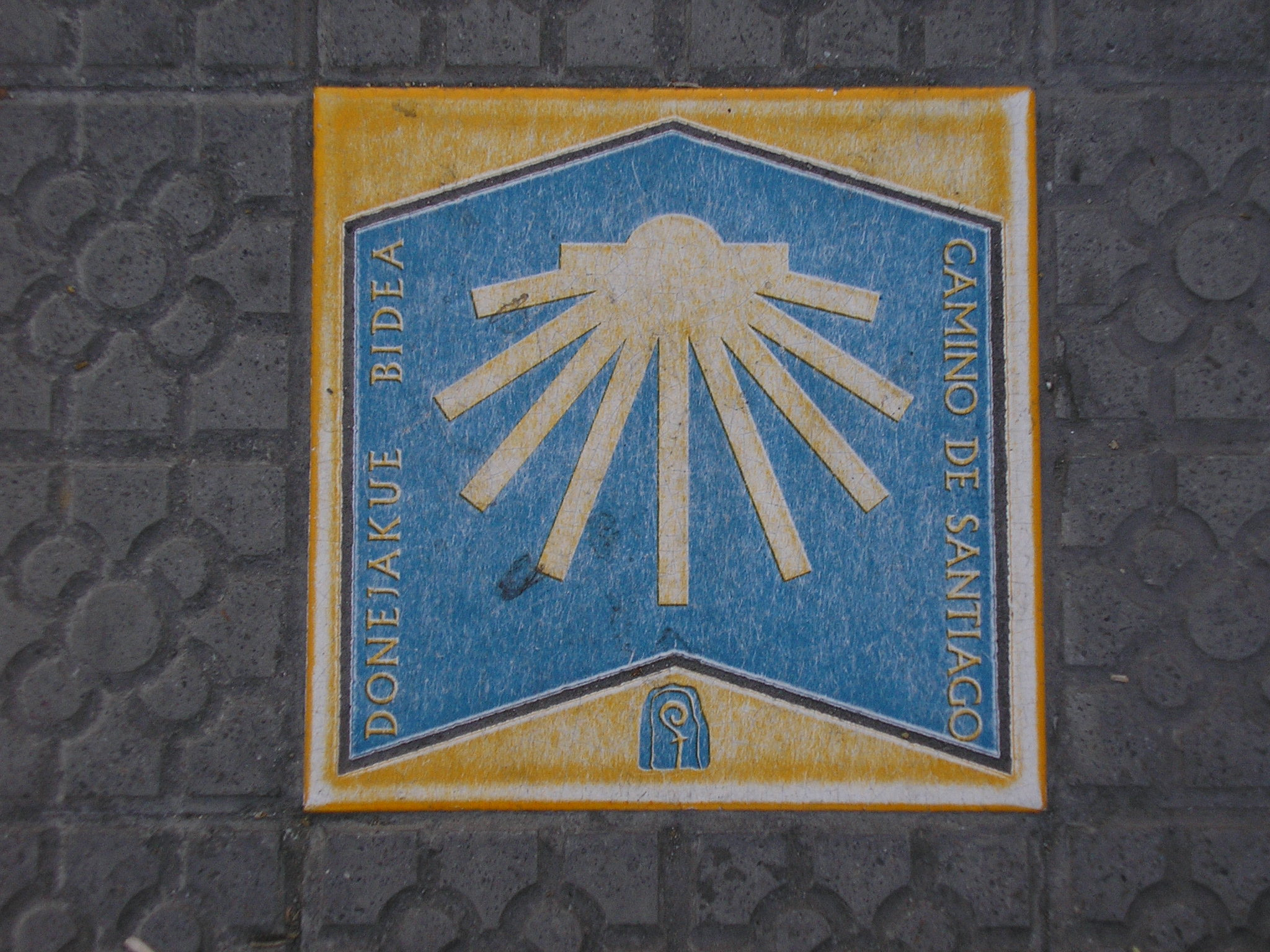
Bilbao:Útvonaljelző járdakő

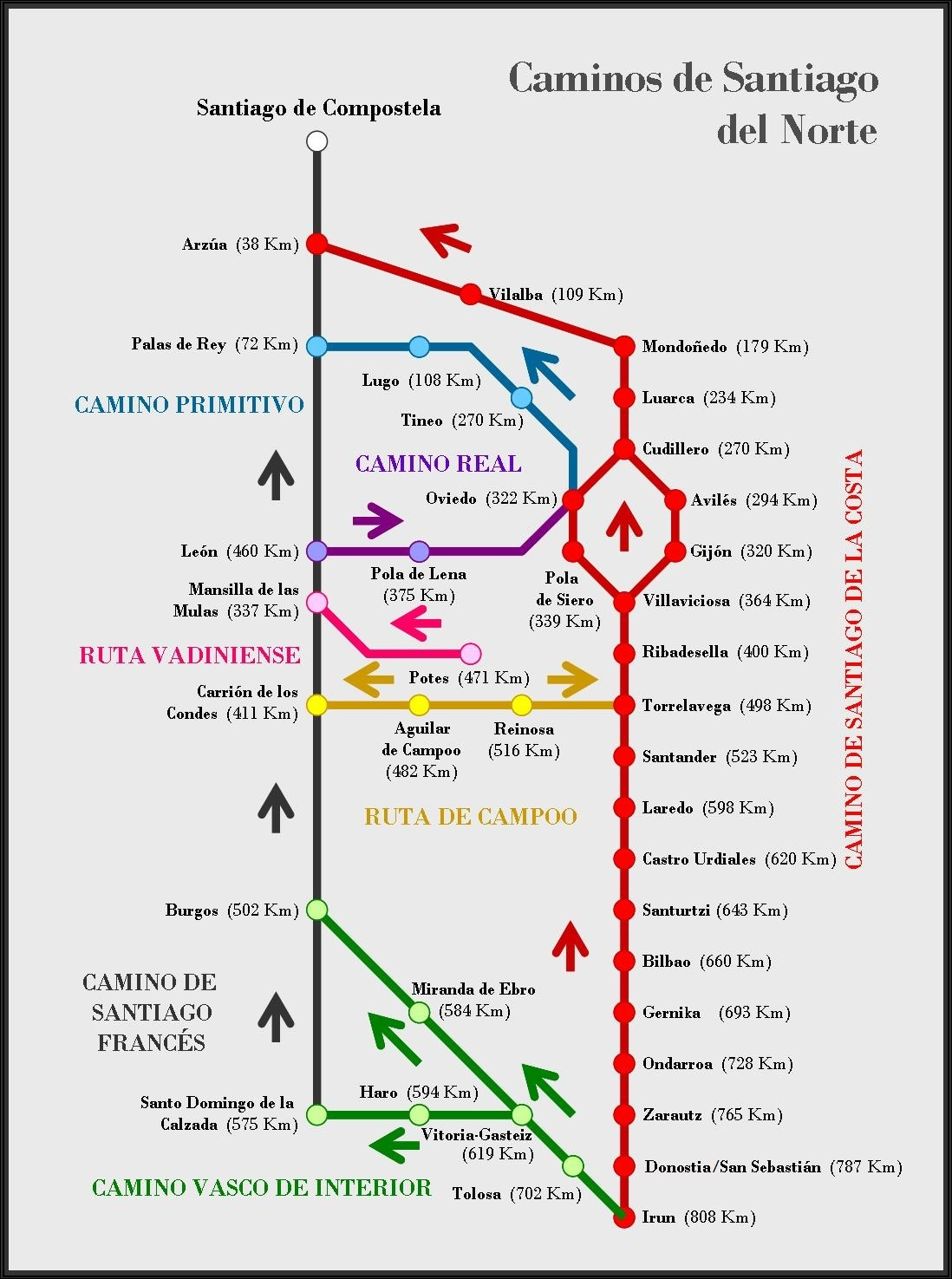
Camino de la Costa: Útvonalrajz

A Camino de la Costa, (ném.: Küstenweg, magyarul: A Parti út) a spanyolországi Santiagóba vezető, úgynevezett „Camino de Santiago„ zarándok-útvonal egyik változata, amely a Vizcayai-öböl vonala mellett halad. Ez a zarándok-útvonal áthalad a Baszkföld, Kantábria, Asztúria és Galicia tartományokon. A galiciai útszakaszon a Ribodeoi hídtól egy kis darabon együtt halad a Camino del Norte (Az északi Camino) úttal. Arzuanál éri el a zarándokút fővonalát képező Camino Francés-t. Az útvonal egyik variánsát képezi az Oviodoból induló Camino Primitivo, amelyen elérhető a francia szakaszon található Palacio del Rei emlékhely.
San Vicente de la Barqueta-ból van egy átjutási lehetőség Potes felé, a Santo Toribio de Liebena kolostorhoz, az ottani relikvia számba tartozó Krisztus keresztjének állítólagos maradványának megtekintésére. Ez a kolostor Jeruzsálem, Róma, Santiago de Compostela és Le Puy mellett a 2006-os Szentév egyik fontos kis zarándokhelyévé vált (a Santo Toriiboi Szentév zarándoklata néven). Látnivaló az Oviedoba vezető út mentén található az asztúriai romanika stílusában, a 9. században épült preromán építmény.

## Története

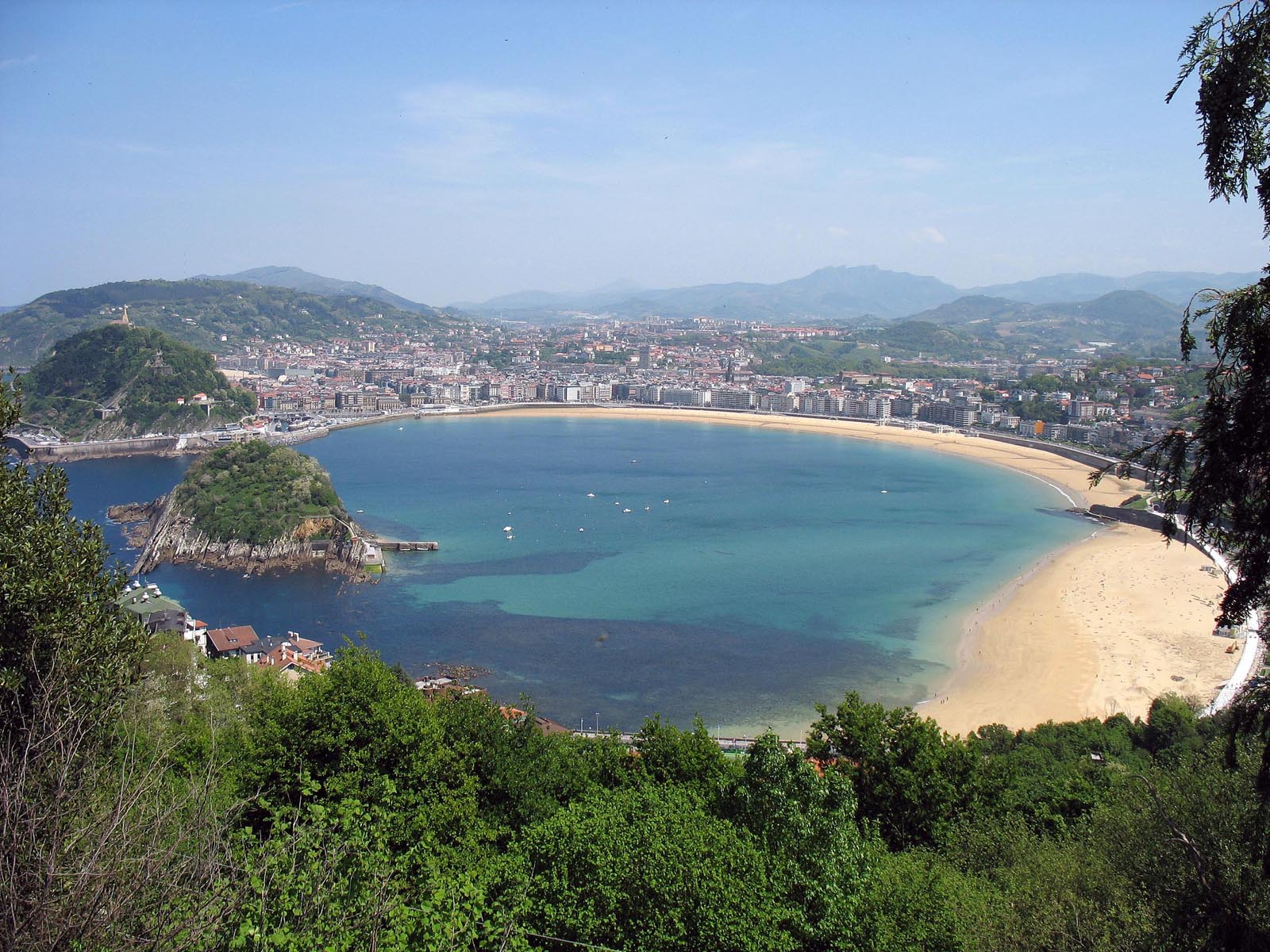
San Sebastian

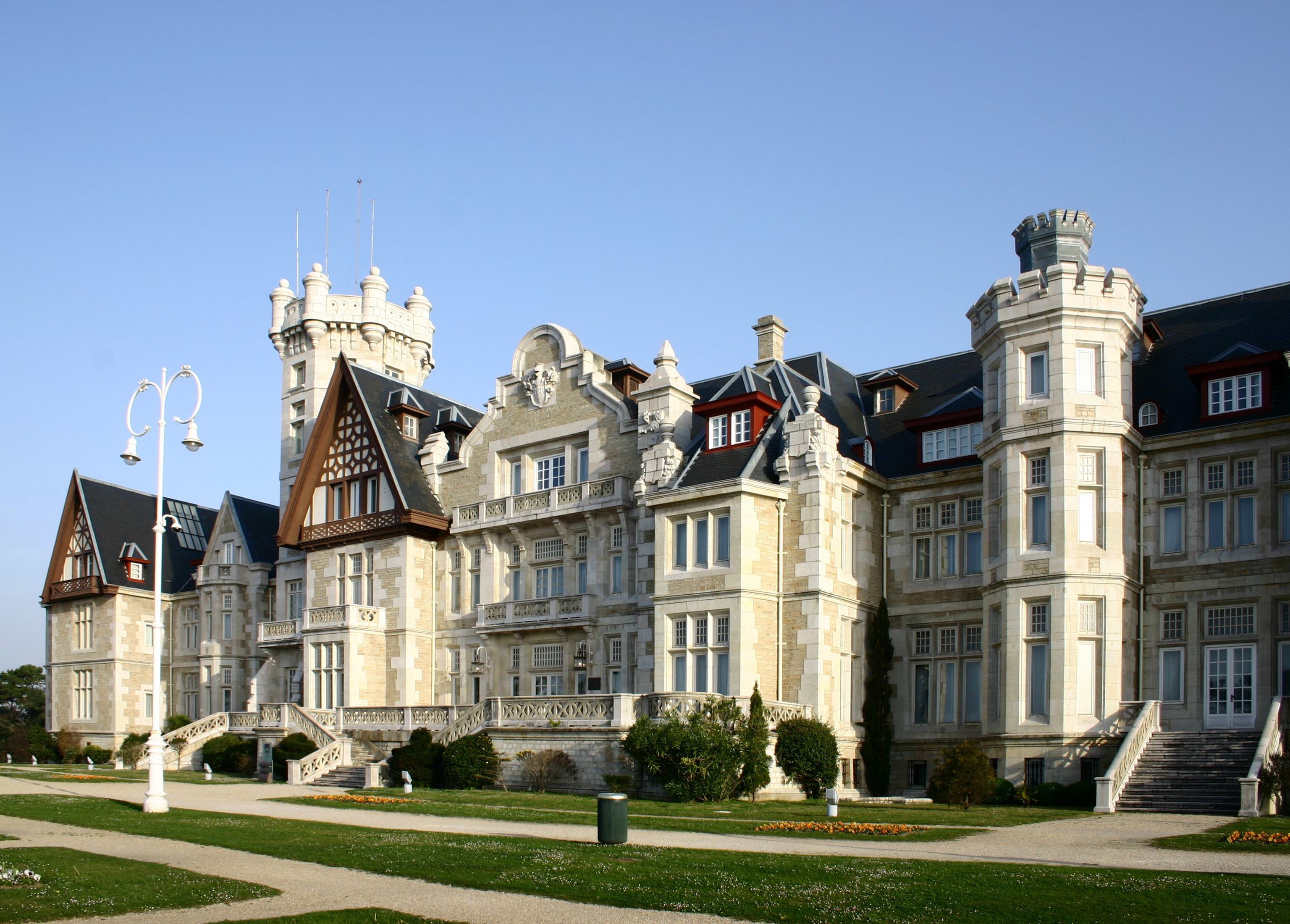
Santander: Palacio de la Magdalena

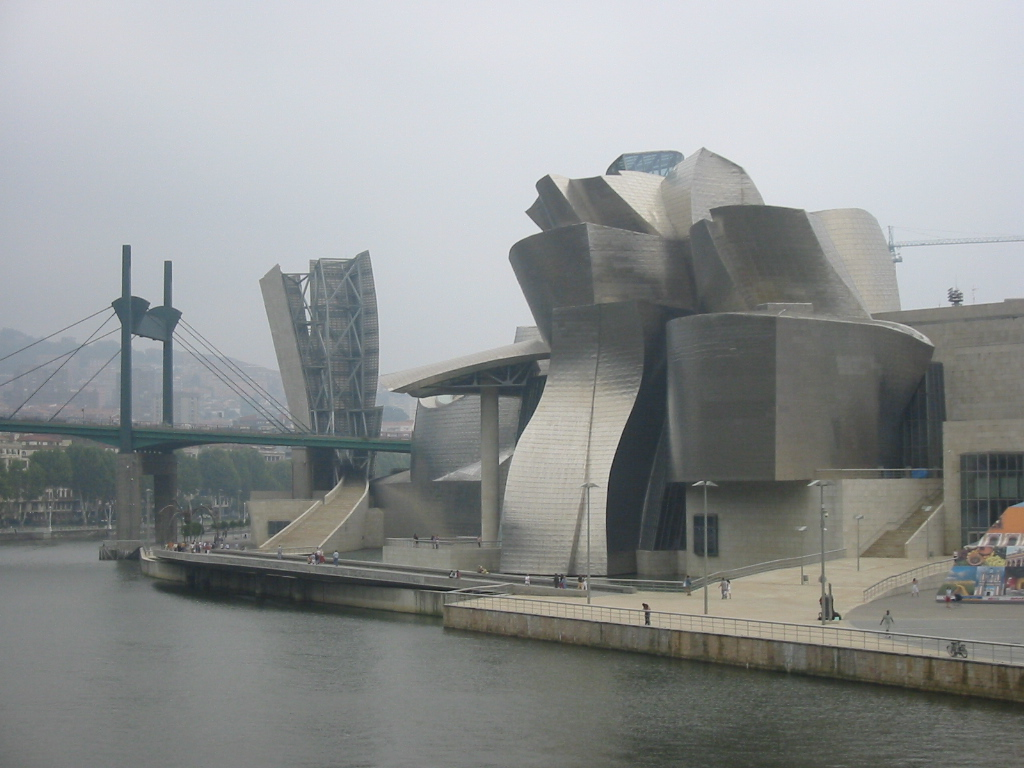
Bilbao:Guggenheim-Museum

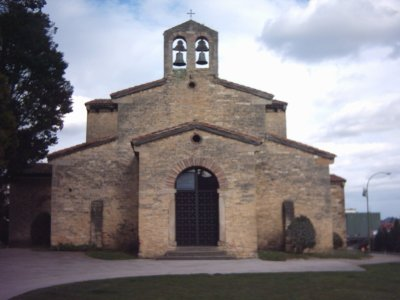
Oviedo: San Julián de Los Prados

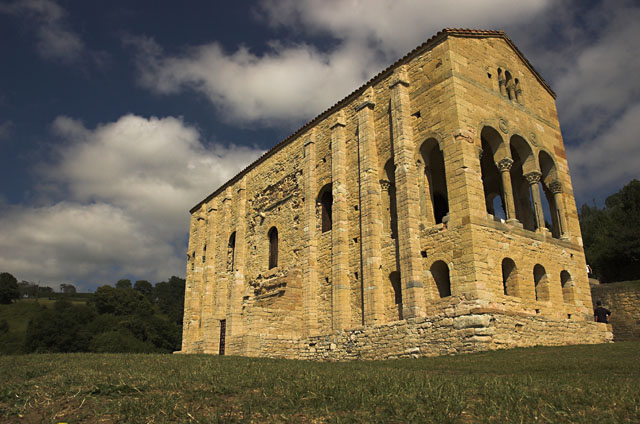
Oviedonál:Santa María del Naranco

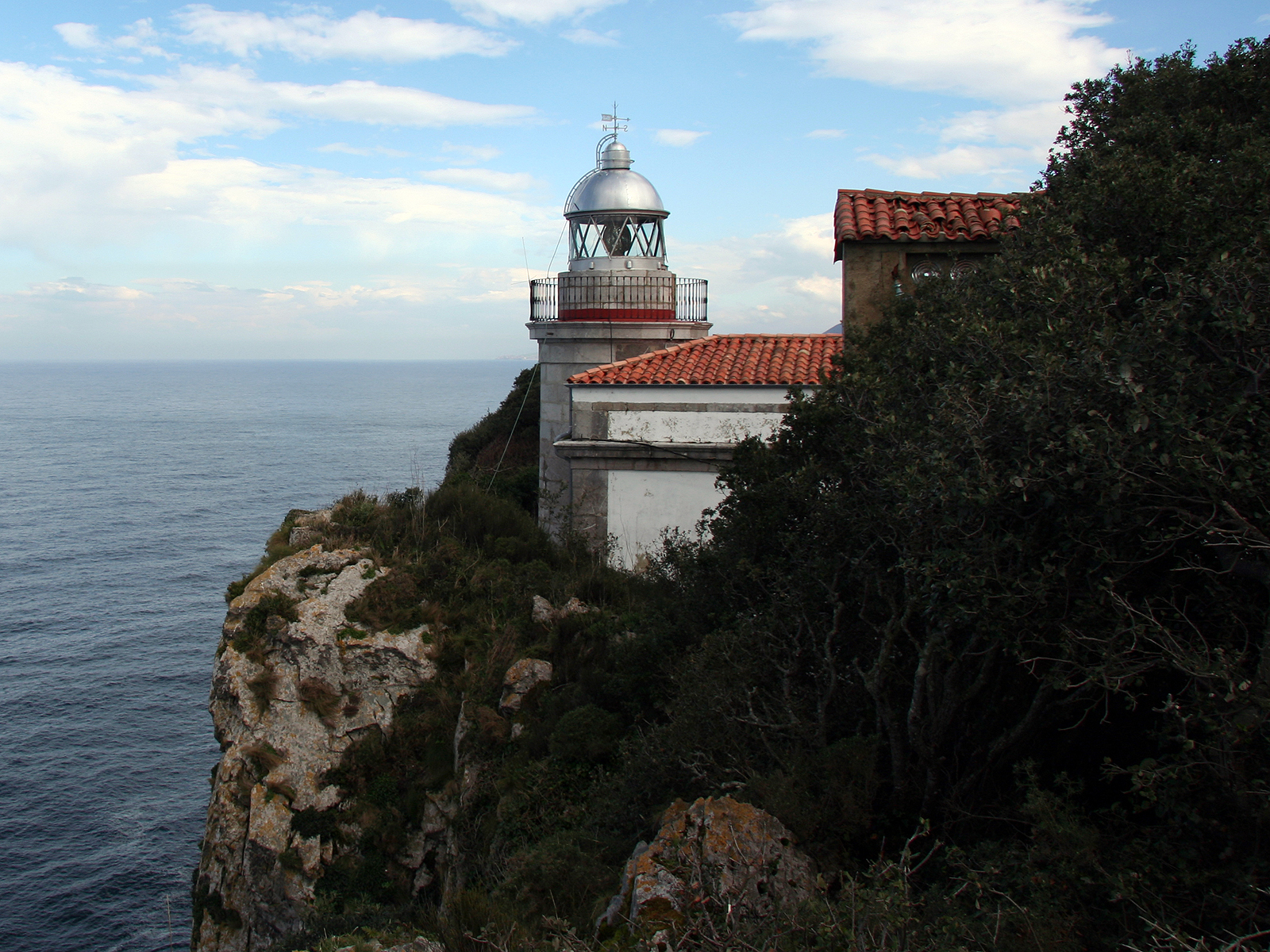
LeSan Emeterio: Világítótorony

A partmenti zarándokút születésének története a szent sírjának felfedezése idejéig nyúlik vissza. A korai asztúriai királyság idején - a mór hódítás és portyázási területek miatt - ez a zarándokút volt az első, amelyen a zarándokok Santiagóba tudtak eljutni. Ezért a 11. és 12. században – mielőtt a rekonkviszta előrehaladtával lehetővé vált – a francia-út, mint fő zarándokút kialakulása előtt, hasonlóan kedvelt útnak számított. A rekonkviszta előrehaladtával aztán ezt a zarándokút jelleget és jelentőségét elveszítette (és jószerével el is felejtették).

## Az útvonal leírása
- (A leirásban szereplő kilométeradatok a Santiagoig még hátralevő távolságokat jelzik. A /-al jelzett nevek a helyi névhasználatok szerint.)

### Irun - Bilbao – Santander
- Irún 875 km - Fuenterrabía/Hondarribia 859 - Pasajes/Pasaia 843 - San Sebastián/Donostia 836 - Igueldo/Igeldo (San Sebastián) 831 - Orio 822 - Zarauz/Zarautz816 - Asquizu/Askizu (Guetaria) 809 - Zumaia 805 - Itzíar (Deva) 795 - Deba 792 - Olatz (Motrico) 784 - Larruskain (Marquina-Jeméin) 778 - Marquina-Jeméin/Markina-Xemein 769 - Cenarruza 763 - Arbácegui y Guerricáiz/Arbatzegi-Gerrikaitz 757 - Arrazua/Arratzu 749 - Guernica y Luno/Gernika-Lumo 743 - Morga729 - Larrabezúa/Larrabetzu 719 - Lezama 715 - Bilbao 706 - Castrejana (Bilbao) 699 - Barakaldo 690- Sestao 687 - Portugalete 684 - Playa La Arena (Ciérvana) 672 - Pobeña (Musques) 670 - Ontón (Agüera) 665 - Baltezana (Castro-Urdiales) 663 - Otañes (Castro-Urdiales) 657 - Santullán (Castro-Urdiales) 654 - Sámano (Castro-Urdiales) 652 - Castro-Urdiales 648 - Allendelagua (Castro-Urdiales) 644 - Cerdigo (Castro-Urdiales) 641 - Islares (Castro-Urdiales) 637 - Rioseco (Guriezo) 631 - Pomar (Guriezo) 630 - La Magdalena (Guriezo) 628 - Liendo 616 - Tarrueza (Laredo) 612 - Laredo 609 - Colindres 605 - Treto (Bárcena de Cicero) 602 - Cicero (Bárcena de Cicero) 599 - Gama (Bárcena de Cicero) 596 - Escalante 593 - Argoños 590 - Noja 586 - Castillo de las Siete Villas (Arnuero) 584 - San Miguel (Meruelo) 581 - Bareyo 579 - Güemes (Bareyo) 572 - Galizano (Ribamontán al Mar) 569 - Somo (Ribamontán al Mar) 563 - Santander 558

### Santander - Villaviciosa – Oviedo
- Peñacastillo (Santander) 553 - Santa Cruz de Bezana 549 - Mompía (Santa Cruz de Bezana) 548 - Boo de Piélagos (Piélagos) 545 - Puente de Arce-Mogro (Miengo) 543 - Bárcena de Cudón (Miengo) 537 - Requejada (Polanco) 533 - Barreda (Torrelavega) 531 - Santillana del Mar 523 - Oreña (Alfoz de Lloredo) 520 - Caborredondo (Alfoz de Lloredo) 517 - Cigüenza (Alfoz de Lloredo) 514 - Cóbreces (Alfoz de Lloredo) 511 - La Iglesia (Ruiloba) 506 - Comillas 502 - El Tejo (Valdáliga) 499 - San Vicente de la Barquera 493 - La Acebosa (San Vicente de la Barquera) 491 - Serdio (Val de San Vicente) 486 - Pesués (Val de San Vicente) 482 - Unquera (Val de San Vicente) 478 - Colombres (Ribadedeva) 477 - Celles (Noreña) 475 - Buelna (Llanes) 470 - Pendueles (Llanes) 468 - Vidiago (Llanes)466 - Puertas de Vidiago (Llanes) 464 - San Roque del Acebal (Llanes) 460 - Llanes 456 - Poo (Llanes) 454 - Celorio/Celoriu (Llanes) 452 - Barro 450 - Niembro (Llanes) 449 - Naves (Llanes) 444 - Nueva 440 - Pría 438 - Ribadesella/Ribeselle 429 - San Pedro/San Pedru la Llama (Ribadesella) 425 - Abeo/Abéu (Ribadesella)424 - La Vega (Ribadesella) 421 - Berbes (Ribadesella) 419 - La Isla (Colunga) 412 - Colunga 408 - Pernús (Colunga) 403 - Sebrayo (Villaviciosa) 397 - Villaviciosa 391

### Oviedo - Cudillero - Santiago de Compostela
- Amandi (Villaviciosa) 390 - Ambás (Villaviciosa) 384 - Arbazal (Villaviciosa) 381 - La Campa (Sariego) 380 - Sariego/Sariegu 375 - Pola de Siero/La Pola (Siero) 367 - El Berrón (Siero) 363 - Colloto (Oviedo) 355 - Oviedo/Uviéu 350 - Posada de Llanera (Llanera) 339 - La Miranda (Llanera) 335 - Solís (Corvera de Asturien) 330 -Cancienes (Corvera de Asturien) 327 - Nubledo (Corvera de Asturien) 326 - Villalegre (Avilés) 322 - Avilés 321 - Salinas (Castrillón) 316 - Santiago del Monte (Castrillón) 310 - Ranón (Soto del Barco) 304 - El Castillo (Soto del Barco) 303 - Muros de Nalón 299 - El Pito/El Pitu (Cudillero) 297 - Cudillero 295 - Villademar (Cudillero) 293 - El Rellayo (Cudillero) 291 - Soto de Luiña (Cudillero) 285 - Novellana (Cudillero) 278 - Castañeras (Cudillero) 276 - Santa Marina (Cudillero) 274 - Ballota (Cudillero) 272 - Tablizo (Valdés) 270 - El Ribón (Valdés) 268 - Friera (Valdés) 265 - Cadavedo (Valdés) 264 - Villademoros (Valdés) 263 - San Cristóbal (Valdés) 262 - Querúas (Valdés) 260 - Canero (Valdés) 258 - Barcia (Valdés) 251 - Villar (Valdés) 250 - Luarca (Valdés) 248 - Villuir (Valdés) 245 - Otur/Outur (Valdés) 242 - Piñera (Navia) 235 - Navia 230 - Jarrio (Coaña) 228 - Cartavio (Coaña) 224 - La Caridad/A Caridá (El Franco) 220 - El Franco 215 - Porcia (El Franco) 214 - Tol (Castropol) 207 - Barres (Castropol) 202 - Figueras (Castropol) 200 - Ribadeo 199 - Vilela (Ribadeo) 191 - San Martín Pequeño (Barreiros) 182 - San Martín Grande (Barreiros) 180 - Gondán (Barreiros) 177 - Lourenzá 169 - Arroxo (Fonsagrada) 166 - Mondoñedo 160 - Gontán (Abadín) 145 -Abadín 144 - Martiñán (Villalba) 136 - Goiriz (Villalba) 128 - Villalba/Vilalba 123 - Alba (Villalba) 116 - Ferreira (Villalba) 109 - Baamonde (Begonte) 102 - Santa Leocadia de Parga/ (Guitiriz) 95 - Laguna 89 - Miraz (Friol) 86 - Marcela 74 - Mesón 68 - Sobrado de los Monjes/Sobrado dos Monxes (Sobrado) 62 - Castro (Sobrado) 58 - Badelos (Sobrado) 56 - Corredoiras (Sobrado) 54 - Boimil (Boimorto) 53 - Boimorto 52 - Sendelle (Boimorto) 48 - Arzúa 40

## Képgaléria

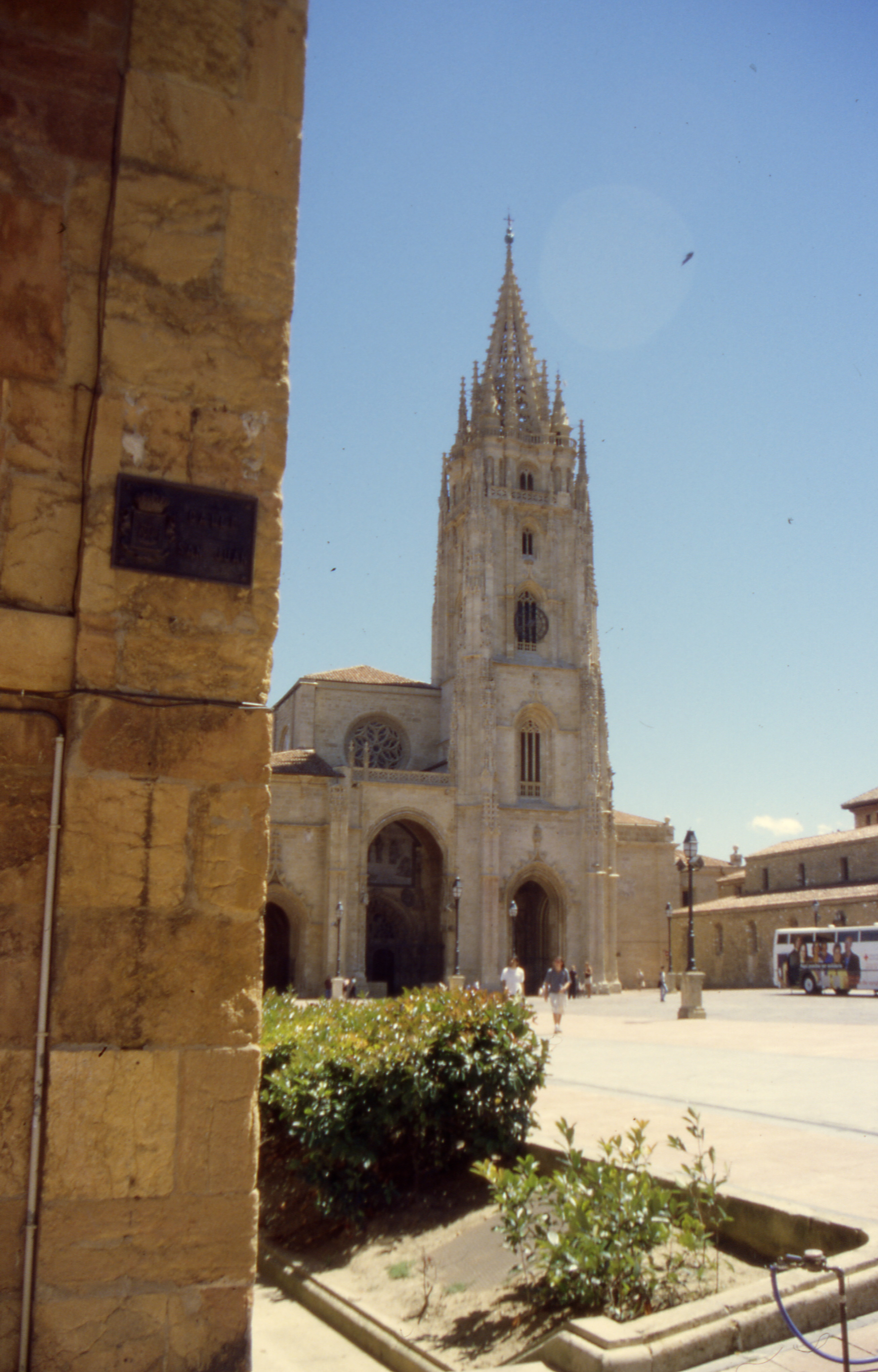
Oviedo: San Salvador
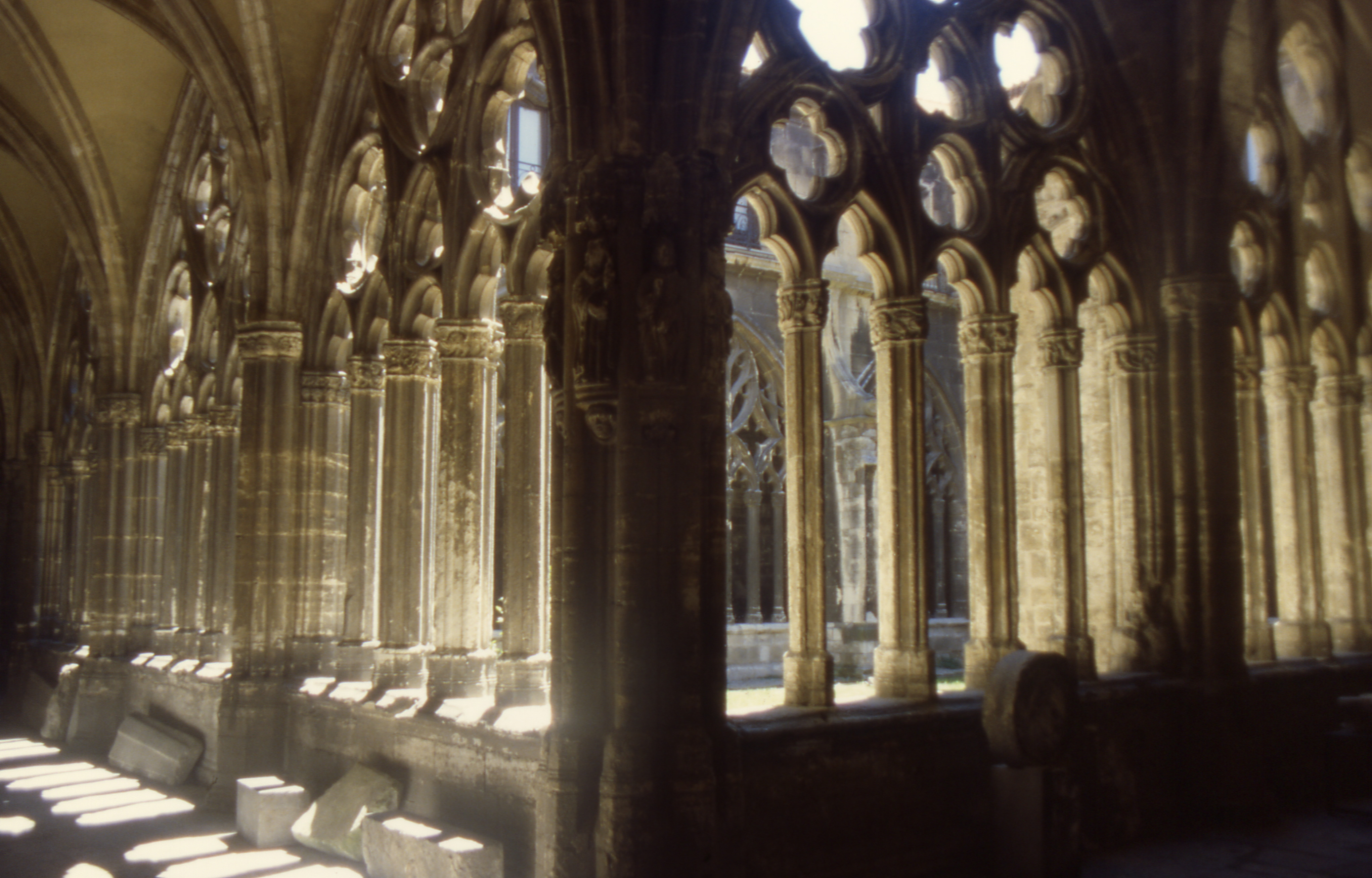
Oviedo: Katedrális kerengője
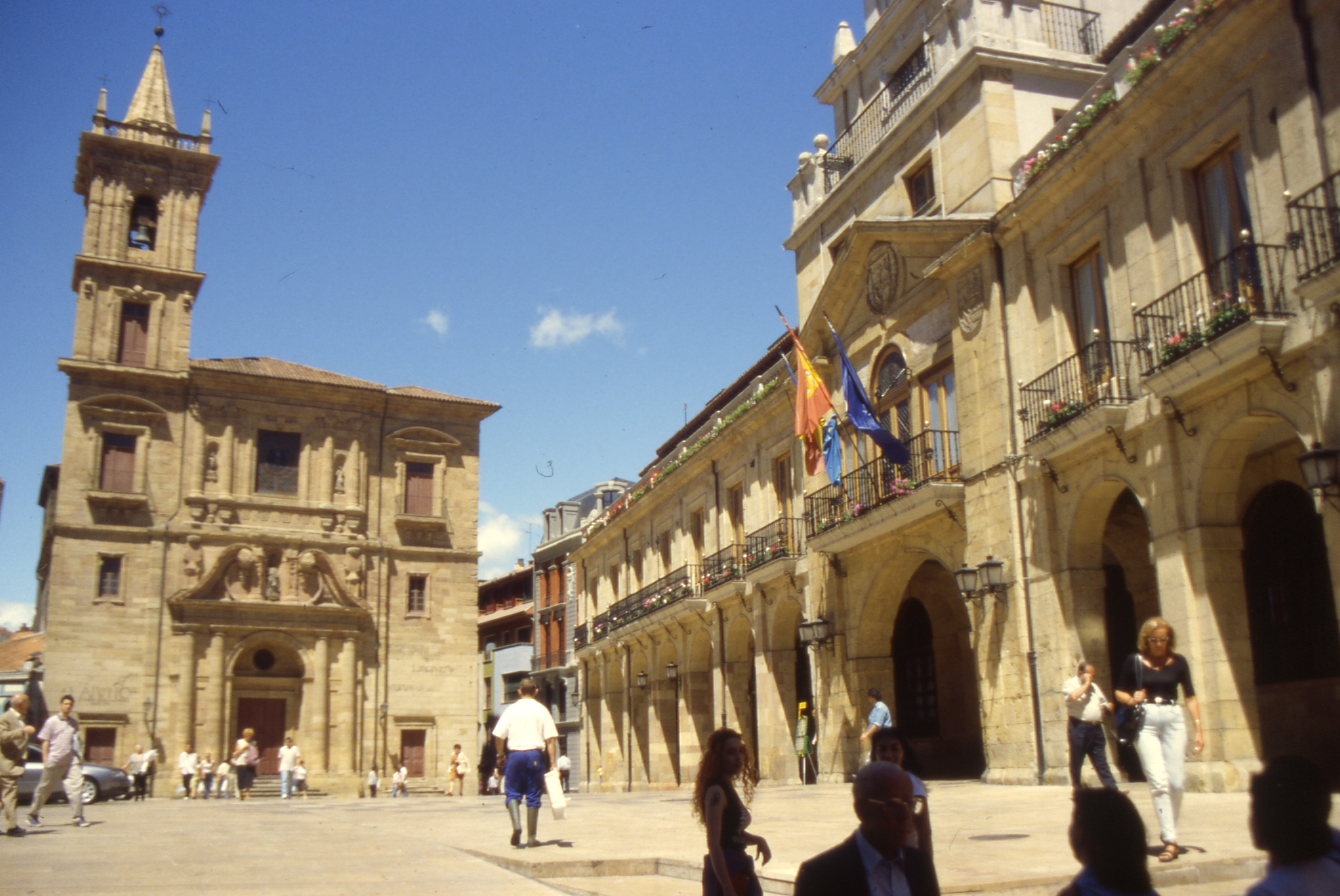
Oviedo: Utcakép
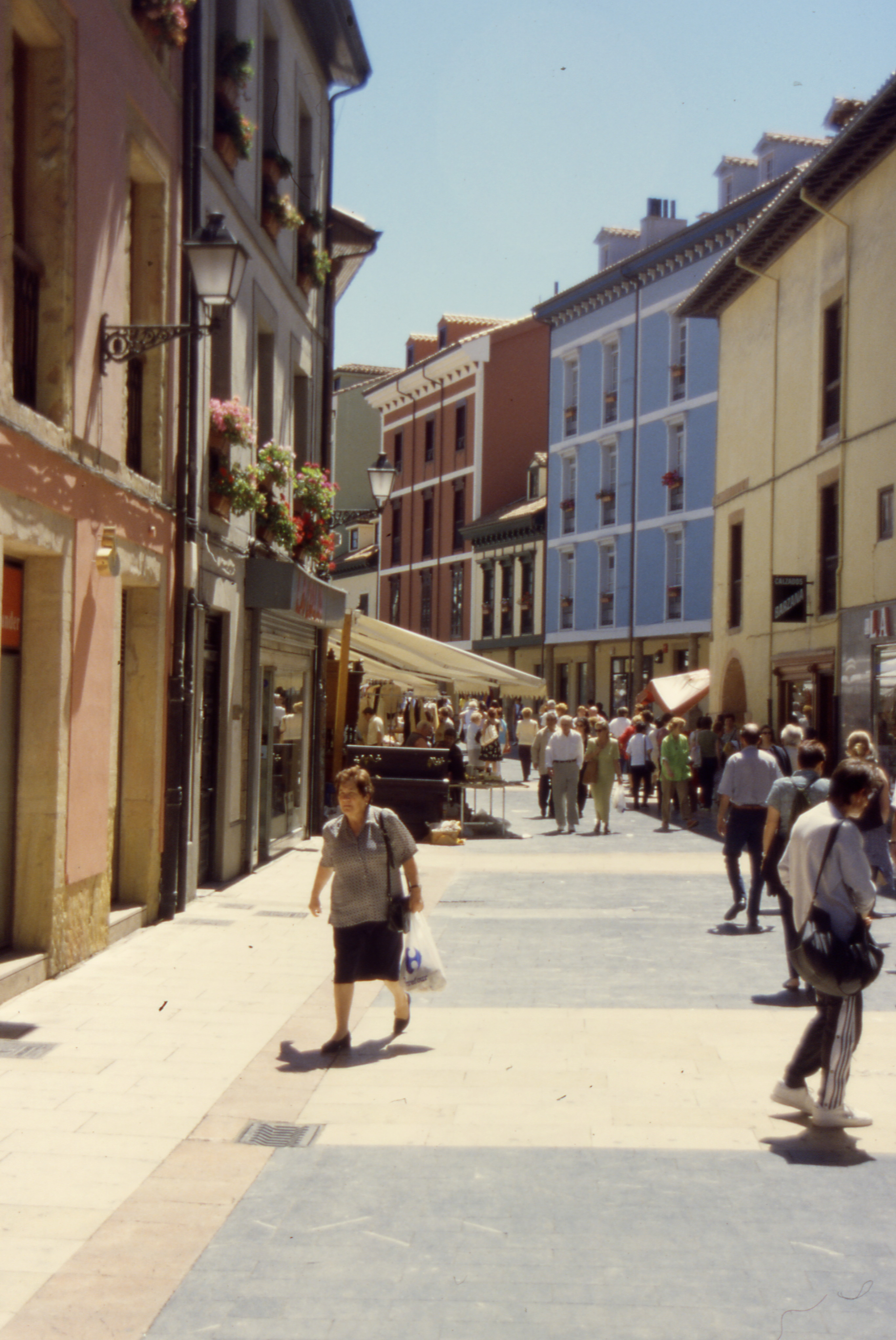
Oviedo: Utcakép
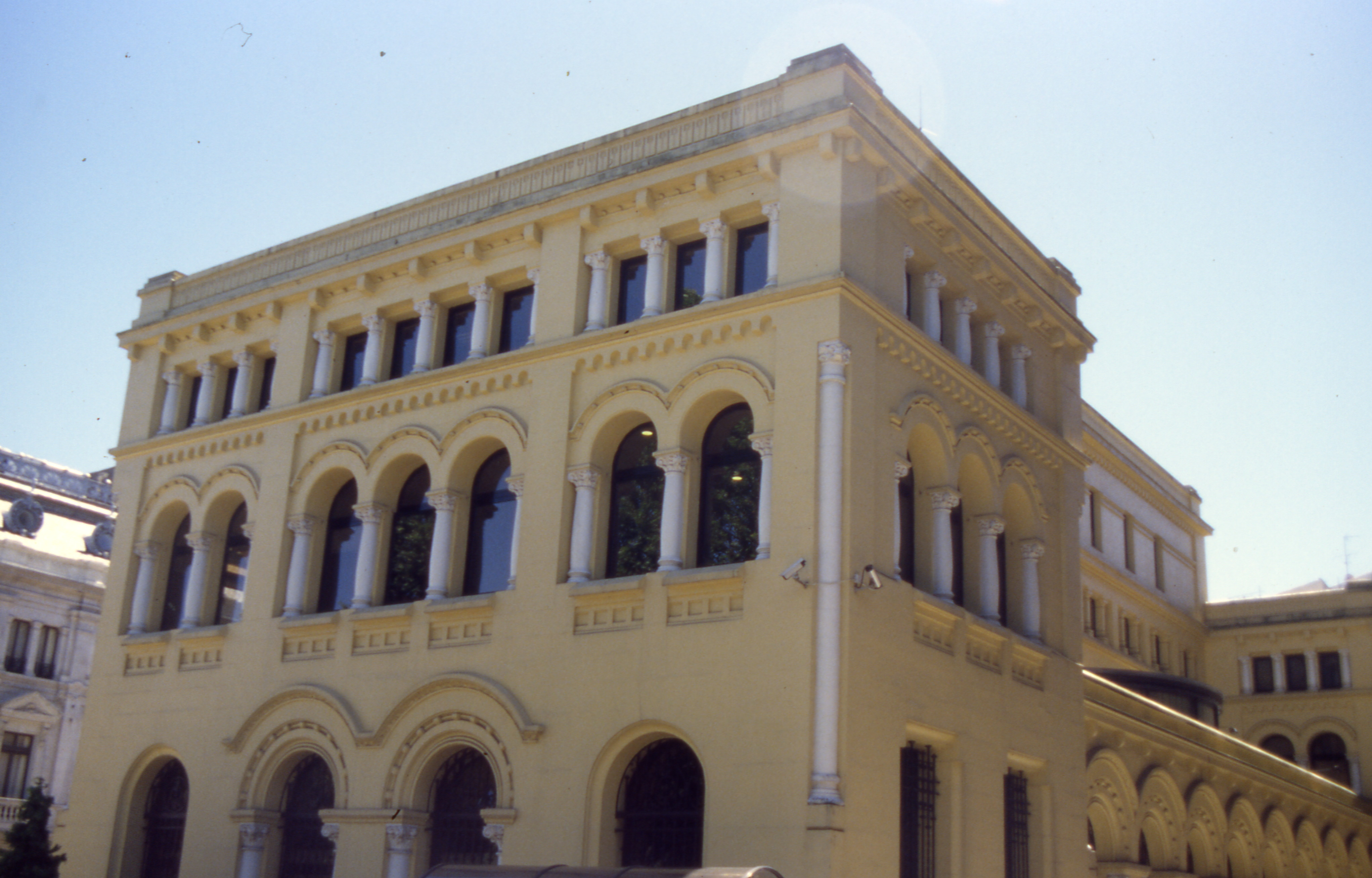
Oviedo: Városkép
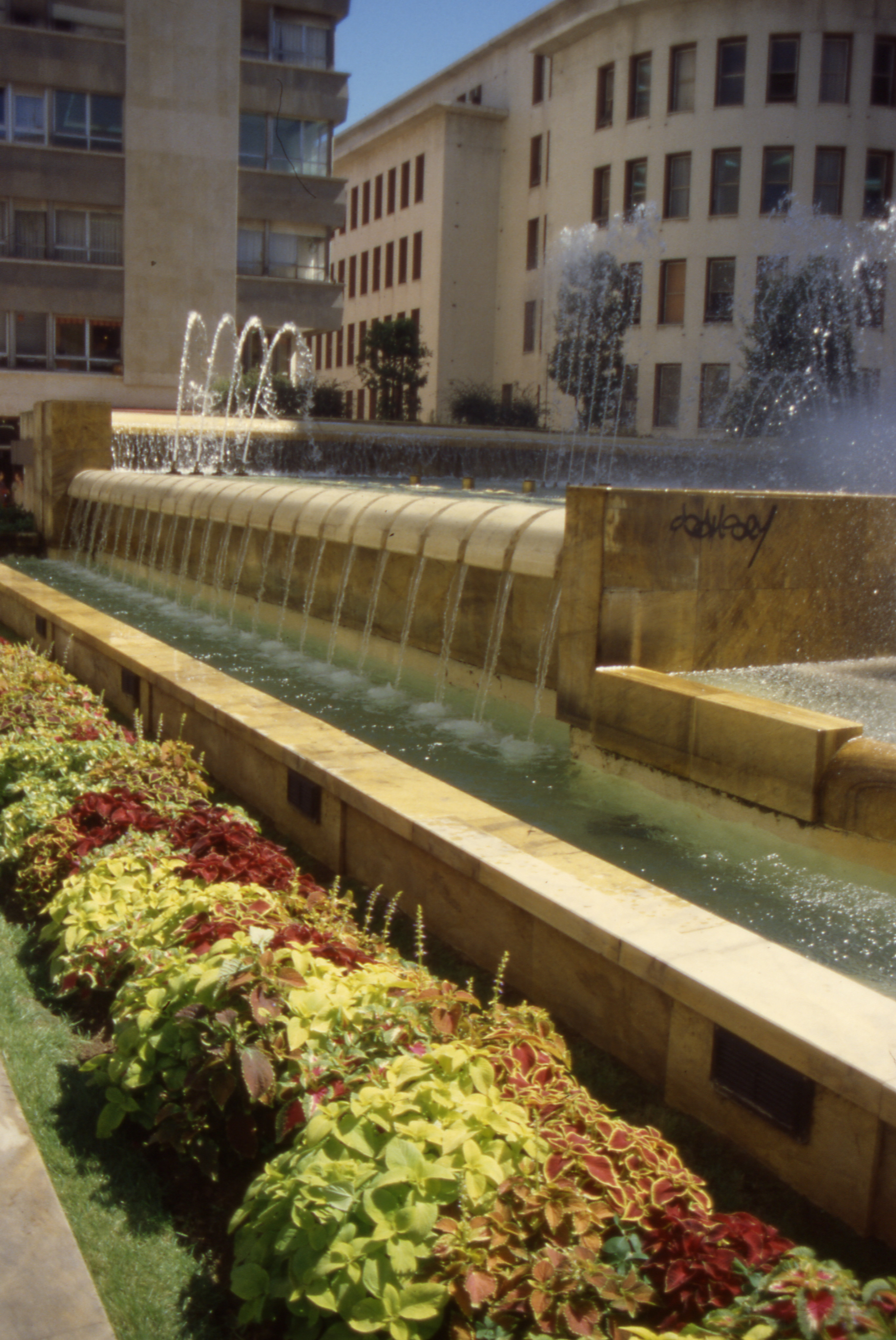
A modern Oviedo